# Les Plans (Hérault)
Les Plans is een gemeente in het Franse departement Hérault (regio Occitanie) en telt 265 inwoners (1999). De plaats maakt deel uit van het arrondissement Lodève.

## Geografie
De oppervlakte van Les Plans bedraagt 17,6 km², de bevolkingsdichtheid is 15,1 inwoners per km².
De onderstaande kaart toont de ligging van Les Plans (Hérault) met de belangrijkste infrastructuur en aangrenzende gemeenten.

## Demografie
Onderstaande figuur toont het verloop van het inwonertal (bron: INSEE-tellingen).